# Церква Непорочного зачаття Пречистої Діви Марії (Білі Ослави)
Церква Непорочного зачаття Пречистої Діви Марії (Білі Ослави) — дерев'яна гуцульська церква Надвірнянського благочиння Коломийської єпархії Православної церкви України в с. Білі Ослави Івано-Франківської області. Пам'ятка архітектури національного значення. Інша назва — Ганнозачатіївська церква.

## Історія
Церква датована 1746 роком, була перебудована в 1832 році, заново освячена наступного року. У радянський період церква була закрита для богослужень та охоронялась як пам'ятка архітектури Української РСР (№ 1184). Черговий раз церкву перебудували в 1990 році, її освятили 22 грудня того ж року. Заново церкву перекрили в 2002 році, а ремонт фасаду здійснено в 2005 році. Первинно храм належав УГКЦ, наразі використовується ПЦУ.

## Священники
- о. Омельян Гадзинський – (1892 – 1894 рр.),
- о. Діонізій Балицький – (1895 – 1897 рр.),
- о. Іван Городиський – (1897 – 1903 рр.),
- о. Констянтин Андрухович – (1904 – 1909 рр.),
- о. Микола Руденький – (1910 – 1911 рр.),
- о. Антоній Глодзинський – (1912 – 1913 рр.),
- о. Іван Чорнобривий – (1913 – 1921 рр.),
- о. Михайло Дурделло – (1921 – 1927 рр.),
- о. Лев Калинський – (1927 – 1928 рр.),
- o. Йосип Василинка – (1929 – 1930 рр.),
- о. Степан Дзюбій – (1930 – 1932 рр.),
- о. Євстахій Сливінський – (1932 – 1934 рр.),
- о. Ярослав Матвіїв – (1934 – 1936 рр.),
- о. Володимир Пилипець – (1936 – 1944 рр.) – колишній пілот Української Галицької Армії,
- о. Луць – (1944 – 1946 рр.),
- о. Роман Семків – (1946 – 1947 рр.),
- о. Бандурак – (1952 – 1956 рр.),
- о. Михайло Борса – (1956 – 1958 рр.),
- о. Йосип Процьків – (1958 – 1977 р.),
- о. Михайло Дяк – (1977 – 1980 рр.),
- о. Микола Ужитчак – (1980 – 1981 рр.),
- о. Микола Юрчук – (1981 – 1989 рр.),
- о. Василь Бойчук – (1989 – 1996 рр.),
- о. Василь Ужитчак – (з 1996 р.).[4]

## Архітектура
Церква хрестоподібна в плані, однобанна, п'ятизрубна з подовженим бабинцем, до якого прибудовано критий ганок. Над зрубом нави на восьмигранній основі розташована шатрова баня на рівні двоскатних дахів бокових зрубів.  Опасання розташоване навколо церкви на нахилених кронштейнах. В інтер'єрі церкви бокові зруби поєднані з центраим зрубом трапецевидними вирізами. В 2011–2013 роках церкву, зокрема вівтар, розписав художник з Чорного Потоку Василь Василишин.

## Дзвіниця
Біля церкви розташовується триярусна квадратна, дерев'яна дзвіниця. Перший ярус оточує шитроке опасання на кронштейнах.  Перший ярус зі зрубу, а верхні побудовані в каркасний спосіб. Дзвіниця вкрита шатровим дахом, який перекрили в 2003 році.